# Alexander (Arkansas)
Alexander – miasto w Stanach Zjednoczonych, w stanie Arkansas, w hrabstwie Pulaski.

## Demografia
W roku 2000 miasto zamieszkiwało tylko 158 osób, a gęstość zaludnienia wynosiła 26,8 osoby/km². W roku 2023 liczba mieszkańców wzrosła aż do 3740 osób, a gęstość zaludnienia do 639,3 osoby/km². Jest najszybciej rozwijającą się miejscowością w całym stanie Arkansas – w ciągu ćwierćwiecza liczba mieszkańców wzrosła ponad 23,5-krotnie.